# Commission scolaire de l'Énergie
 (septembre 2020).
Pour les raisons suivantes :
- Les commissions scolaires québécoises étaient une forme de gouvernement local composé de commissaires élus et disposant de pouvoirs de taxation. Leur admissibilité dans Wikipédia est bien établie.
- Par contre, les centres de service scolaires sont plutôt des centres administratifs relevant du ministère de l'Éducation. Leur mode de gestion et leurs pouvoirs sont différents de ceux des commissions scolaires. Leur admissibilité selon les critères de Wikipédia n'a pas encore été démontrée.
- Vu leur nature différente, les éventuels articles sur les centres de services scolaires devraient être distincts de ceux des commissions scolaires, et non des renommages de ceux-ci.
- Les contributeurs sont invités à discuter de ce sujet sur Discussion Projet:Québec.

La commission scolaire de l'Énergie est une ancienne commission scolaire du Québec au Canada.
Elle est abolie le 15 juin 2020, et remplacée par un centre de services scolaire.  Il s'agit de l'une des deux centres de la Mauricie.
Le centre de services scolaire de l'Énergie est issue du découpage en territoires de commissions scolaires francophones et territoires de commissions scolaires anglophones réalisé par le gouvernement du Québec en août 1997. C'est ainsi que le 1er juillet 1998, la commission scolaire de l'Énergie, commission scolaire francophone, a commencé ses activités.

## Histoire
La commission scolaire de l’Énergie est entrée en vigueur le 1er juillet 1998, ayant la charge d’administrer l’enseignement élémentaire et le secondaire sur le même territoire que l'ex-CSRM (commission scolaire régionale de la Mauricie). Les anciennes commissions scolaires de zones (ex.: commission scolaire de Normandie) ont alors été dissoutes le 30 juin 1998.

## Territoire
Le centre de services scolaire, qui succéde à la commission scolaire  à partir du 15 juin 2020, a divisé le territoire en cinq districts:    
1. District Shawinigan-Grand-Mère
2. District Maskinongé.
3. District  Mékinac
4. District Shawinigan-Sud-Mont-Carmel
5. District La Tuque

### Écoles primaires

#### École primaire Antoine-Hallé
L'école primaire Antoine-Hallé est situé a Shawinigan secteur Grand-Mère.

#### École primaire Central
L'école primaire Central est situé dans le secteur de La Tuque.

#### École primaire de la Passerelle
L'école primaire de la Passerelle est situé a Notre-Dame-de-Montauban.

### Écoles secondaires

#### École secondaire Paul Le Jeune
L'école secondaire Paul Le Jeune est située au 405, boulevard St-Joseph, Saint-Tite, QC, Canada, G0X 3H0. Cette école relève de la commission scolaire de l'Énergie. Elle a ouvert ses portes en septembre 1969, pour dispenser l'enseignement secondaire pour tout le territoire de la zone Mékinac.

#### École secondaire Val-Mauricie
L'école secondaire Val-Mauricie est une école publique de la commission scolaire de l'Énergie située sur la rue Val-Mauricie à Shawinigan-Sud.

#### École secondaire des Chutes
L’école secondaire des Chutes est une école publique de la commission scolaire de l'Énergie située sur la rue Albert-Tessier à Shawinigan.

#### École secondaire du Rocher
L’école secondaire du Rocher est une école publique de la commission scolaire de l'Énergie située au 300, 7e Rue, Grand-Mère, QC, G9T 4M7 